# Paraleptomys wilhelmina
Paraleptomys wilhelmina је врста глодара из породице мишева (лат. Muridae).

## Распрострањење
Врста је присутна у Индонезији и Папуи Новој Гвинеји.

## Станиште
Врста Paraleptomys wilhelmina има станиште на копну.
Врста је по висини распрострањена до 2.800 метара надморске висине.

## Угроженост
Подаци о распрострањености ове врсте су недовољни.

### Популациони тренд
Популациони тренд је за ову врсту непознат.